# Église finnoise de Lapinjärvi
L'église finnoise de Lapinjärvi  (finnois : Lapinjärven suomalainen kirkko) ou Chapelle de Lapinjärvi (finnois : Lapinjärven kappeli) est une église luthérienne construite à Lapinjärvi en Finlande.

## Description
Conçue par Eerikki Tikkala, l'église en bois est située à côté de l'Église suédoise de Lapinjärvi. Elle peut accueillir 120 personnes.
La chaire est l'œuvre de Henrik Hofveniuksen le menuisier de Myrskylä, elle est peinte par Simon Galenius.
Le retable offert en 1881 représente la crucifixion.